# Lac Pamouscachiou
Le lac Pamouscachiou est un plan d'eau douce intégré au réservoir Pipmuacan et constituant la tête de la rivière Shipshaw, coulant dans le territoire non organisé de Mont-Valin, dans la municipalité régionale de comté (MRC) Le Fjord-du-Saguenay, dans la région administrative de la Saguenay-Lac-Saint-Jean, dans la province de Québec, au Canada.
La foresterie constitue la principale activité économique du secteur. Les activités récréotouristiques arrivent en second.
Une route forestière (sens Nord-Sud) longe la rive Est du lac pour les besoins de la foresterie et des activités récréotouristiques. Une autre route forestière (sens Nord-Sud) dessert la partie Ouest,,.
La surface du lac Pamouscachiou est habituellement gelée de la fin novembre au début avril, toutefois la circulation sécuritaire sur la glace se fait généralement de la mi-décembre à la fin mars.

## Géographie
Les principaux bassins versants voisins du lac Pamouscachiou sont :
- côté Nord : réservoir Pipmuacan, rivière Manouane (rivière Péribonka), rivière du Castor-Qui-Cale, rivière Pipmuacan Ouest, rivière Pipmuacan, rivière aux Hirondelles ;
- Côté Est : réservoir Pipmuacan, rivière aux Sables (réservoir Pipmuacan), lac Rouvray, rivière Saint-Yves, rivière aux Chutes ;
- côté Sud : rivière Shipshaw, rivière Onatchiway, lac Onatchiway, rivière de la Tête Blanche ;
- côté Ouest : rivière Manouane (rivière Péribonka), rivière Péribonka[1].

Le lac Pamouscachiou comporte une longueur de 21,7 km en forme de triangle allongée dans le sens Nord-Sud, une largeur maximale de 10,6 km et une altitude de 398 m. Ce plan d’eau reçoit du côté Nord le courant du réservoir Pipmuacan lequel traverse le lac vers le Sud sur sa pleine longueur. Ce lac comporte deux îles principales qui démarquent la partie Nord du lac avec le reste du réservoir Pipmuacan : île Poirier (longueur : 6,4 km) et île Turcotte (longueur : 4,5 km).
Le lac Pamouscachiou est situé entièrement en milieu forestier dans le territoire non organisé de Mont-Valin. Il est enclavé entre les montagnes dont les principaux sommets atteignent 624 m à l’Est, 626 m à l’Ouest.
L’embouchure du lac Pamouscachiou est localisée à :
- 18,1 km à l’Est du cours de la rivière Péribonka ;
- 152,8 km à l’Ouest du centre-ville de Forestville ;
- 101,3 km au Nord du centre-ville de Chicoutimi (désigné « Saguenay ») ;
- 99,4 km au Nord de l’embouchure de la rivière Shipshaw[4],[1].

À partir du barrage à l’embouchure du lac Pamouscachiou, le courant descend sur km la rivière Shipshaw vers le Sud d’abord en traversant notamment le Petit lac Onatchiway, le lac Onatchiway et le lac La Mothe, avant de se déverser sur la rive Nord de la rivière Saguenay.

## Toponymie
Le toponyme « Lac Pamouscachiou » a été officialisé le 5 décembre 1968 par la Commission de toponymie du Québec.